# GusGus
GusGus är ett isländskt musikband. Bandet består av Stephan Stephensen, Birgir Þórarinsson och Daniel Ágúst Haraldsson.

## Medlemmar
Nuvarande medlemmar
- Stephan Stephensen (1995 - )
- Birgir Þórarinsson (1995 - )
- Daníel Ágúst Haraldsson (1995 - 1999, 2009 - )
- Urður Hákonardóttir (2001 - 2006, 2007, 2011 - )
- Högni Egilsson (2011 - )

## Diskografi
Studioalbum
- GusGus (1995)
- Polydistortion (1997)
- This Is Normal (1999)
- Attention (2002)
- Forever (2007)
- 24/7 (2009)
- Arabian Horse (2011)
- Mexico (2014)
- Lies Are More Flexible (2018)
- Mobile Home (2021)

Samlingsalbum
- GusGus vs. T-World (2000)

Singlar/EPs (i urval)
- Polyesterday (1996)
- Believe (1997)
- Standard Stuff for Drama (1997)
- Ladyshave (1999)
- VIP (1999)
- Starlovers (2002)
- Desire (2003)
- David (2003)
- Need in Me (2005)
- Hold You (2007)
- Add This Song (2009)
- Thin Ice (2009)